# Врадіївський район
Вра́діївський райо́н — колишня адміністративна одиниця в північній частині Миколаївської області України. Районний центр — Врадіївка. Район межував на заході та півдні з Одеською областю, на півночі — з Кривоозерським та Первомайським районом, на сході — з Доманівським районом. 19 липня 2020 року район було ліквідовано внаслідок адміністративно-територіальної реформи.
До 2020 року площа району становила 81103 га. Налічувалося 37 населених пунктів, 11 сільських, 1 селищна рада. Адміністративним центром району було селище міського типу — Врадіївка. Зв'язок із містом Миколаєвом здійснюється залізничними та автомобільними дорогами. Відстань до обласного центру —  напряму - 144 км; відстань шляхами - 176 км[джерело?].
В районі налічувалось 72 ставки. Загальна лісова площа 1148 га, з них вкриті лісом 859 га, в тому числі полезахисні смуги 218 га.
На території району є родовища корисних копалин. Основним матеріалом є цегельно-черепична сировина та будівельні піски.

## Промисловість
Переробні підприємства району відносяться до переробної галузі. На території району працюють: агрокомбінат «Врадіївський», ВАТ «Харчосмакова фабрика», маслозавод, хлібозавод.
Основною діяльністю агрокомбінату «Врадіївський»; є зберігання зернових культур, а також виробництво кормів. Найприбутковішими є місяці з липня на жовтень, на які припадає найбільший обсяг виробництва.
У районі працює філія Первомайського молочно—консервного комбінату. Постачальником сировини є населення району та СТОВ «Агрофірма Україна». Середні темпи виробництва складають близько 2 тонн молока на добу.

## Сільське господарство
Кількість сільськогосподарських підприємств 22. Кількість селянських фермерських господарств 108. В результаті реформи сільськогосподарських підприємств в районі створено 13 приватних орендних підприємств, 9 товариств з обмеженою відповідальністю, 2 сільськогосподарські кооперативи, 108 фермерських господарств, 1 спільне підприємство «Нібулон».
Основні напрями рослинництва — зернові, технічні культури. Обсяги сільськогосподарського виробництва: За звітний період середня урожайність зернових та зернобобових культур — 25,1 ц/га. Посіяно озимих культур — 15465 га (озимої пшениці — 9010 га, озимого ячменя — 4762 га, озимого ріпаку — 1685 га). Оброблено ґрунту (зяб, пар) 18 175 га. Основний напрям тваринництва м'ясо-молочний. Надій молока становить — 1279 кг. Виробництво м'яса — 18 т.

## Інфраструктура
Сполучення між селами і райцентром здійснюється автомобільним перевізником — ГА «Альянс», приватними підприємцями та залізничним транспортом. На території району послуги зв'язку надають два підприємства: пошта та районний вузол електрозв'язку «Укртелеком».
Автомобільні шляхи обслуговує ДП «Врадіївський райавтодор».
Територією району проходить автошлях E584.

## Населення
Розподіл населення за віком та статтю (2001)
| Стать | Всього | До 15 років | 15-24 | 25-44 | 45-64 | 65-85 | Понад 85 |
| --- | ------ | ----------- | ----- | ----- | ----- | ----- | -------- |
| Чоловіки | 9902   | 2253        | 1352  | 2945  | 2345  | 964   | 43       |
| Жінки | 11 320 | 2075        | 1373  | 2945  | 2807  | 1934  | 186      |
| \| Статево-вікова піраміда \| Статево-вікова піраміда \| Статево-вікова піраміда \| \| ----------------------- \| ----------------------- \| ----------------------- \| \| Чоловіки \| Вік \| Жінки \| \| 43 \| 85 + \| 186 \| \| 62 \| 80-84 \| 226 \| \| 200 \| 75-79 \| 550 \| \| 328 \| 70-74 \| 638 \| \| 374 \| 65-69 \| 520 \| \| 660 \| 60-64 \| 903 \| \| 386 \| 55-59 \| 543 \| \| 629 \| 50-54 \| 718 \| \| 670 \| 45-49 \| 643 \| \| 723 \| 40-44 \| 738 \| \| 743 \| 35-39 \| 747 \| \| 712 \| 30-34 \| 685 \| \| 767 \| 25-29 \| 775 \| \| 642 \| 20-24 \| 642 \| \| 710 \| 15-20 \| 731 \| \| 908 \| 10-14 \| 750 \| \| 762 \| 5-9 \| 729 \| \| 583 \| 0-4 \| 596 \| |        |             |       |       |       |       |          |
| Статево-вікова піраміда |        |             |       |       |       |       |          |
| Чоловіки | Вік    | Жінки       |       |       |       |       |          |
| 43 | 85 +   | 186         |       |       |       |       |          |
| 62 | 80-84  | 226         |       |       |       |       |          |
| 200 | 75-79  | 550         |       |       |       |       |          |
| 328 | 70-74  | 638         |       |       |       |       |          |
| 374 | 65-69  | 520         |       |       |       |       |          |
| 660 | 60-64  | 903         |       |       |       |       |          |
| 386 | 55-59  | 543         |       |       |       |       |          |
| 629 | 50-54  | 718         |       |       |       |       |          |
| 670 | 45-49  | 643         |       |       |       |       |          |
| 723 | 40-44  | 738         |       |       |       |       |          |
| 743 | 35-39  | 747         |       |       |       |       |          |
| 712 | 30-34  | 685         |       |       |       |       |          |
| 767 | 25-29  | 775         |       |       |       |       |          |
| 642 | 20-24  | 642         |       |       |       |       |          |
| 710 | 15-20  | 731         |       |       |       |       |          |
| 908 | 10-14  | 750         |       |       |       |       |          |
| 762 | 5-9    | 729         |       |       |       |       |          |
| 583 | 0-4    | 596         |       |       |       |       |          |

Національний склад населення за даними перепису 2001 року:
| Національність | Кількість осіб | Відсоток |
| -------------- | -------------- | -------- |
| українці       | 19960          | 94,05 %  |
| молдовани      | 530            | 2,50 %   |
| росіяни        | 391            | 1,84 %   |
| чехи           | 202            | 0,95 %   |
| вірмени        | 30             | 0,14 %   |
| інші           | 110            | 0,52 %   |

Мовний склад населення за даними перепису 2001 року:
| Мова       | Кількість осіб | Відсоток |
| ---------- | -------------- | -------- |
| українська | 20374          | 96,00 %  |
| російська  | 386            | 1,82 %   |
| молдовська | 342            | 1,61 %   |
| чеська     | 63             | 0,30 %   |
| вірменська | 27             | 0,13 %   |
| інші       | 31             | 0,15 %   |

## Освіта, культура
В районі працювало 11 дитячих садків, які обслуговували 421 дитину; 20 шкіл, в яких навчалось 3210 учнів. Також працювала філія Маринівського аграрного ліцею, де навчали фаху тракториста, водія, швачки. В районі діяв 21 заклад клубного типу, 21 бібліотека, дитяча музична школа.
Також у районі містився оперативно-рятувальний підрозділ (ПДПЧ-33).

## Основні напрямки залучення інвестицій
- вирішення проблем життєдіяльності району, а саме: газифікація населених пунктів, водопостачання.
- сприяння зайнятості безробітного і незайнятого сільського населення.
- охорона довкілля і раціональне використання земельних і водних ресурсів.
- створення мережі спеціалізованих сільськогосподарських переробних підприємств
- збільшення кількості промислових підприємств, діяльність яких спрямована на освоєння нових видів продукції та удосконалення технічної бази.
- поліпшення матеріально — технічної бази соціально — культурної сфери.

## Політика
25 травня 2014 року відбулися Президентські вибори України. У межах Врадіївського району були створені 23 виборчі дільниці. Явка на виборах складала — 50,91 % (проголосували 7 300 із 14 339 виборців). Найбільшу кількість голосів отримав Петро Порошенко — 50,42 % (3 681 виборців); Юлія Тимошенко — 15,64 % (1 142 виборців), Сергій Тігіпко — 9,59 % (700 виборців), Олег Ляшко — 6,86 % (501 виборців). Решта кандидатів набрали меншу кількість голосів. Кількість недійсних або зіпсованих бюлетенів — 1,34 %.